# Вайткус, Янис
Я́нис Ва́йткус (латыш. Jānis Vaitkus; 24 октября 1984) — латвийский футболист, защитник.

## Карьера
В начале 2006 года Янис Вайткус присоединился к резекненскому клубу «Дижванаги», в составе которых он вскоре дебютировал в Высшей лиге Латвии. Также в этом сезоне он вместе с клубом дошёл до стадии полуфинала в розыгрыше Кубка Латвии.
В 2007 и 2008 годах Янис Вайткус играл в Первой лиге за вентспилсские клубы «Виндава» и «Транзит».
В начале 2009 года Янис Вайткус присоединился к клубу «Вентспилс», но, не сыграв за него ни одной игры, в августе того же года перешёл литовский клуб «Таурас».